# Comuna Matviiha, Volodarka
Matviiha (în ucraineană Матвіїха) este o comună în raionul Volodarka, regiunea Kiev, Ucraina, formată din satele Lîhaciîha și Matviiha (reședința).

## Demografie
Componența lingvistică a comunei Matviiha
     Ucraineană (98,91%)
     Rusă (1,09%)
Conform recensământului din 2001, majoritatea populației comunei Matviiha era vorbitoare de ucraineană (98,91%), existând în minoritate și vorbitori de rusă (1,09%).